# Carassius
Genre
Carassius (les carassins) est un genre de poissons téléostéens de l'ordre des Cypriniformes et de la famille des Cyprinidés. Le nom du genre Carassius est la forme latinisée de karass ou karausche, mot allemand désignant un Carassius carassius en Europe centrale. On distingue plusieurs espèces de carassins dont le carassin commun, le carassin argenté ou carassin doré (dont le poisson rouge est la forme ornementale). Les espèces de carassins sont toutefois très difficiles à distinguer les unes des autres dans la nature, on les désigne donc souvent par le terme carassin sans plus de précision. Le nombre important d'hybridations fécondes à l'état sauvage s'ajoute encore à cette difficulté.

## Habitat
Les carassins se trouvent dans les eaux dormantes : lacs, étangs ou bras de rivière fermés. Ils supportent des eaux très peu oxygénées ainsi que relativement polluées.

## Liste des espèces
Selon FishBase (20 novembre 2016) :
- Carassius auratus (Linnaeus, 1758) - poisson rouge
- Carassius carassius (Linnaeus, 1758) - carassin commun
- Carassius cuvieri (Hermann Schlegel et Coenraad Jacob Temminck, 1846)
- Carassius gibelio (Bloch, 1782)
- Carassius langsdorfii Temminck & Schlegel, 1846